# الوجود والزمان
كتاب " الوجود والزمن
Being and Time«كتاب هيدجر الرئيسي الذي كتبه عام 1927 يعد باتفاق عام بين الباحثين أعظم تحليل للوجود البشري ظهر في الفلسفة الوجودية على امتداد هذه الحركة كلها. ومن الممكن النظر إلى تركيزه في هذا الكتاب على موضوعات مثل: الهم، القلق، والإثم، والتناهي. وقبل هؤلاء جميعاً الموت على أنه إشارة إلى نزعة هيدجر نحو لون من العدمية. لكن هيدجر لا ينتمي إلى المذهب العدمي فهو يقرر ببراعة لفظية إن العدم الذي يكتب عنه رغم أنه ليس شيئاً فإنه على وجه الدقة وجود. يقول:» هذا الآخر الذي يختلف تماماً عن جميع الكيانات هو مالا كيان له أو عدم لكن هذا العدم هو وجود على نحو أساسي.
هيدجر في كتابه الوجود والزمان يرى ان الموجود البشري هو السبيل الوحيد لفهم حقيقة الوجود. والفكر عنده ليس علاقة ذات حرة غير زمانية مع موضوع مجهول تحاول ان تنفذ إلى سره، بل يقول اننا لا نفهم الوجود الا عن طريق وجودنا وفي صميم كينونتنا. ولذلك يقول أن الانطولوجيا هي وجودنا نفسه. واليونان هم أول من اهتم بمسألة الوجود ولكن هذا الاهتمام استحال إلى مقولات لدراسة كيفيات الموجود.
هايدغر انتقد التعريفات السابقة للوجود، ابتدأ من افلاطون وحتى فلسفة القرن العشرين، بهدف تقديم تعريفا جديدا، خصوصا في كتابه الوجود والزمان. حيث يريد أن يعيد الفلسفة إلى موضوعها الاصيل وهو الكون. ويقول هيدغر الفلسفة الغربية أخطأت موضوعها القائم بين الكون والكائن. بين الكون وجميع الكائنات المتجلية فيه. لأن الفلسفات السابقة كانت تبحث عن الوجود بينما كانت تعني به الموجود. مثلا أرسطو كان يعني الوجود بما هو موجود. وقد أخذ هايدغلر على الفلسفة الإغريقية عموما انها صارت فلسفة ماورائيات، أي أنها جعلت الكائنات على درجتين أو في عالمين: عالم المحسوس (فيزيقيا) وعالم ما فوق الطبيعة، فكانت (ميتافيزيقيا).

## السؤال عن الوجود
الوجود عند هايدغر لا ينفصل عن الحقيقة (أو الأليثين- Aletheia) التي بمفهومها اليوناني تعني اللاتحجب. لأن كل تعامل أو حكم على الموجود لا يتم الا إذا ظهر عن تحجبه. فهل قصد هايدجر باللاتحجب، الأنا المتعالي؟. هايدجر يجد في تفسير الفلسفة اليونانية ان الإنسان ليس مركز التجربة ومحورها بل هو الموجود اللامتحجب.
لقد صرح هيدجر ان السؤال عن الوجود هو الذي حرك فكره

### السؤال عن الوجود في أفق الزمان
في كتاب الوجود والزمان يتحدث هيدجر عن الوجود (أو الدازين- Dasein) ويعني به الوجود الإنسي الذي يبقى دائما على علاقة بالموجودات ويتميز عن سائر المخلوقات بفهم هذا الوجود والسؤال عنه.
هيدجر سلط ضوء جديد على تاريخ الميتافيزيقا من افلاطون حتى مناقشي القرن العشرين لموضوع الوجود وأكسى الفينومنولوجيا ثوبا انثروبولوجيا جديد، تعذر على رائدها هوسرل التعرف عليها.

كتاب الوجود والزمان كان بداية انقلاب جديد في الفكر الفلسفي ومن المهم في هذا الكتاب معرفة الهدف الأساسي وهو السؤال عن الوجود، وارتباطه بمشكلة الزمان لأن الزمان هو الأفق الذي نطل منه على مسألة الوجود.

الكتاب مقسم إلى قسمين: الأول يتناول تفسير الآنية الوجودية من جهة زمانية بحتة وتفسير الزمان بوصفه الأفق الترانسندنتالي للوجود. أما القسم الثاني فيشرح المعالم الرئيسية «للتحطيم الفينومينولوجي» لتاريخ الانطولوجيا على المستوى الزماني.
بدأ هيدجر من محاورة السفسطاني للإجابة على سؤال قديم قدم الميتافيزيقا. وهو لا يعني أن يصلنا بالتاريخ، بل يريد تصفيته مما يشوبه من غموض والتباس.
هل يمكننا أن نسأل عن الوجود ومعناه، إن لم نسأل أولا عمن يطرح السؤال ونحلل مقومات وجوده؟.
السائل يتفرد عن غيره من الكائنات إلى أنه الموجود الذي يهتم بوجوده. وتحليل الآنية لا يتم من خلال تأملات انثروبولوجية أو نفسية أو اجتماعية، بل الهدف هو التعرف على ماهية السائل.

ويصف هيدجر هذا السؤال بالأنطولوجيا الأساسية التي تريد تحليل اسلوب وجود السائل وتبين مقومات موجوداته. من حيث هو الوحيد الذي له علاقة دائمة مع ذاته وكينونته، أي أن له خاصية التواجد. التي لم تفطن لها الانطولوجيا التقليدية.

المهمة الرئيسية للسؤال عن الوجود تقوم على تحليل الآنية من جهة وتحطيم تاريخ الأنطولوجيا من ناحية أخرى.

ومن الصعوبة أن نقول شيئا عن الآنية، لأن العالم يغرينا بما نعرفه ونكرره في حياتنا اليومية.

هايدجر يقترح طريق دائري يبدأ بالموجود وينتهي بالوجود، ومن ثم يبدأ مرة أخرى بتحليل الآنية بعد أن حدد الوجود.

ماذا يقصد هايدجر من تحطيم تاريخ الانطولوجيا؟. يقصد ان الآنية محتضنة في التراث والعادات والتاريخ بشكل عام، ولهذا نراها تترك مام امرها للتاريخ لاجتياز قراراتها الحاسمة، دون أن تكلف نفسها مشقة استشراف هذا التراث لاستشفاف وجودها التاريخي الخاص. فلا بد ازالة الحجب التي تراكمت على التراث والرجوع إلى المنابع الاصلية للمفاهيم والمقولات التي شوهتها المذاهب المتوالية التي اهملت السؤال الرئيسي عن الوجود.

يؤكد هيدجر ان منهجه فينومنولوجي، ولكن ليس بالتصور الهوسرلي الذي يرد كل شيء إلى الأنا الخالص (الذي يبقى حتى لو فني العالم). ويقول انالنطولوجيا ممكنة إذا أصبحت فينومنولوجيا. لأن الفلسفة هي انطولوجيا فينومنولوجية تبدأ من تفسير الآنية بوصفها مسار كل سؤال فلسفي.

## روابط خارجية
- الوجود والزمان على موقع الموسوعة البريطانية (الإنجليزية)